# Om Noi
Om Noi (in thailandese อ้อมน้อย) è una città maggiore (thesaban nakhon) della Thailandia di 53 822 abitanti (2020). Il territorio comunale occupa una parte del distretto di Krathum Baen in provincia di Samut Sakhon, nel gruppo regionale della Thailandia Centrale. La città confina con la capitale Bangkok ed è, insieme all'intera provincia, parte del grande agglomerato urbano della regione metropolitana di Bangkok.

## Geografia fisica

### Territorio
Il territorio comunale ha una superficie di 30,4 km² ed è nella parte nord-orientale del distretto e della provincia, confina a est con Bangkok, mentre a nord e a ovest si trova il distretto di Sam Phran della provincia di Nakhon Pathom. Il confine con Bangkok dista 3,5 km dal centro cittadino, mentre il centro della capitale è a 28 km. Alla periferia orientale scorre il fiume Tha Chin, che sfocia nella baia di Bangkok 20 km più a sud. Dal fiume hanno origine 13 canali che garantiscono una buona irrigazione. Sulla sponda opposta del fiume si trova l'area rurale che circonda la capitale e già in prossimità del fiume vi sono aree coltivate. La città si trova in una zona totalmente pianeggiante.

### Clima
I dati che seguono sono quelli rilevati tra il 1981 e il 2010 nella stazione meteorologica di Bangkok Metropolis, situata ad alcuni chilometri da Om Noi. La più alta media mensile delle temperature massime è di 35,4° ad aprile, durante la stagione secca, con picchi di 39° ad aprile e a maggio, mentre la media mensile più bassa delle minime è di 22° a dicembre, nella stagione fresca, con un picco di 12° registrato a dicembre. La media massima mensile delle precipitazioni piovose è di 334,3 mm in settembre, nella stagione delle piogge, con un picco giornaliero di 248,6 mm in maggio. La media minima mensile è di 6,3 mm in dicembre.  La stagione fresca va da novembre a febbraio, quella secca da marzo a maggio e quella delle piogge da giugno a ottobre, influenzata dal monsone di sud-ovest. Il clima è tropicale umido e le alte temperature nella stagione secca sono mitigate dall'umidità della brezza marina.

## Storia
Om Noi si trova in un'area per tradizione favorevole alla coltura del riso e si è ipotizzato che il primo insediamento sia stato di agricoltori attorno al 1870, periodo in cui fu scavato Khlong Om Noi, il primo dei canali realizzati nella zona. I registri di uno dei templi cittadini, Wat Om Noi, riportano che la fondazione del tempio risale al 1875 grazie alle donazioni dei primi coloni, che arrivarono dalle zone a nord dove ora si trova il distretto di Sam Phran. Negli anni successivi furono scavati nuovi canali collegati al Khlong Om Noi, l'area coltivata a riso si espanse e arrivarono nuovi abitanti. Poco prima della seconda guerra mondiale fu costruito un secondo wat e una scuola elementare. Si venne a creare un villaggio che si ingrandì e nel 1957 arrivò a contare 425 nuclei abitativi, quasi tutti collegati alla coltivazione del riso. Om Noi iniziò a cambiare volto tra la fine degli anni cinquanta, quando venne varato il piano di industrializzazione nazionale del primo ministro Sarit Thanarat, e il 1973, quando fu completata la costruzione della Phetkasem, una delle principali arterie stradali thailandesi. Ebbe inizio l'urbanizzazione con l'arrivo di investimenti da parte di benestanti abitanti di Bangkok. Si passò dall'unica fabbrica di ceramiche presente nel 1957 alle 40 del 1972 che davano impiego a più di 6000 persone. Si cominciarono a costruire grandi quantità di abitazioni e la maggior parte dei terreni edificabili furono acquistati da abitanti di Bangkok. In quel periodo iniziò a svilupparsi anche il commercio.
Da un punto di vista istituzionale, Om Noi nacque come distretto sanitario e nel maggio 1994 fu creato con regio decreto il sottodistretto (tambon) di Om Noi come parte del distretto di Krathum Baen, e il centro abitato ricevette lo status di municipio di sottodistretto (thesaban tambon). Nel 2002, il giorno dopo la pubblicazione del provvedimento sulla Gazzetta reale del 20 settembre, lo status di Om Noi divenne quello di città minore (thesaban mueang). Erano i decenni in cui si assistette a un rapido fenomeno di urbanesimo verso la capitale e le aree circostanti e, con il costante aumento della popolazione, l'11 novembre 2010 Om Noi divenne città maggiore (thesaban nakhon), lo status più alto per una città thailandese, secondo solo a quello di metropoli (maha nakhon) della capitale Bangkok.

### Simbolo
L'emblema comunale riportato sullo stemma di Om Noi è un diamante splendente su una coppa votiva. Secondo quanto riportato sul sito web comunale, simboleggia la forza dell'amministrazione locale, che è alla base del governo democratico.

## Economia
Secondo quanto riportava il sito web comunale nel 2021, Om Noi stava attraversando una fase di grande espansione industriale e le autorità invitavano nuove aziende a investire per creare nuovi impianti industriali. Il reddito pro capite veniva definito buono e la maggior parte dei lavoratori erano impiegati nei settori dell'industria, del commercio e in piccole aziende agricole.

## Infrastrutture e trasporti
Il centro comunale è attraversato lungo l'asse est-ovest dalla strada statale 4, nota con il nome Phetkasem, la principale arteria che congiunge Bangkok con il sud del Paese e con la Malaysia. Non vi sono linee ferroviarie che transitano per Om Noi e i trasporti pubblici sono quelli su gomma, vi sono autobus di diverse linee di trasporto urbano dell'azienda Bangkok Mass Transit Authority che collegano la città alla capitale. 12 km a est del centro cittadino si trova la stazione di Lak Song, capolinea della Linea blu della metropolitana di Bangkok.